# 足利銀行
足利銀行株式会社（日语：／）是日本栃木縣宇都宮市的地方銀行，創業於1895年（明治28年），是關東地方主要的區域性銀行之一。該行以栃木縣為中心，擁有超過130個營業據點，提供存款、貸款、外匯、資產管理、企業金融等綜合銀行業務。
自2021年起，足利銀行成為福岡金融集團旗下成員，作為集團在關東地區的主要銀行，與同集團的常陽銀行合作擴展地區金融服務。

## 歷史
足利銀行最早於1895年（明治28年）9月25日在栃木縣足利市（當時為足利郡足利町）成立，並於10月1日正式開業，首任頭取為萩野萬太郎（當時24歲）。
1897年11月，在群馬縣桐生町開設首家分行，1914年東京支店開業。1924年相繼合併宇都宮商業銀行等多家地方銀行，並於1930年代開始發展外匯及貸款保險等業務。
1967年，總部由足利市遷至栃木縣宇都宮市，以支撐業務擴展並鞏固關東北部市場地位。
1980年代以後，足利銀行歷經泡沫經濟衝擊，一度面臨財務壓力並暫時進入國有化程序；隨後積極整頓並於2008年7月成為預金保險機構所有的完全子公司。
2015年11月，足利銀行與常陽銀行簽訂經營統合協議，次年4月完成股權交換，並於2016年10月正式更名為「めぶきフィナンシャルグループ」（Mebuki Financial Group），成為集團旗下關東地區主力銀行。
此外，集團下設泰國曼谷聯絡處（2017年12月成立）、河內辦事處（2018年3月成立），積極拓展國際據點。

## 業務範圍
足利銀行主要服務於栃木縣及北關東地區，包括群馬、埼玉、茨城等地，提供全面性商業銀行業務。業務範疇涵蓋：
- 零售銀行：為個人提供普通存款、定期存款、住宅貸款、消費貸款、信用卡與個人理財產品等。
- 法人金融：對中小企業與地方大型企業提供運營資金貸款、設備貸款、商業票據貼現、企業擔保與商業匯票服務。
- 外匯業務：辦理外幣存款、國際匯款、進出口貿易結算、信用狀發行等國際金融服務。
- 資產管理與投資商品：銷售基金、保險商品、提供遺產規劃、信託產品，協助高淨值客戶進行財產管理。
- 公共與自治體金融：支援地方政府、公立學校及相關公共機構資金運用與融資需求。
- 電子銀行服務：提供線上銀行、手機銀行、ATM網絡與Pay-easy繳費服務，並支援地方電子支付。

此外，作為めぶきフィナンシャルグループ成員之一，足利銀行亦透過集團資源與共同開發商品，滿足地區顧客多元化的金融需求，並與常陽銀行協同在企業支援與海外進出支援上提供解決方案。

## 事件
- 2003年11月29日，因泡沫經濟崩潰後累積的大量不良債權及資本不足問題，金融廳根據《金融機能強化法》宣布對足利銀行實施接管，成為日本第一家在該法律下被國有化的銀行。事件震動日本金融界，被視為象徵地方銀行危機的代表案例，並引發社會對地區金融機能安全的關注[13][14]。
- 歷經約4年重整，2008年7月預金保險機構以第三者割當方式取得足利銀行100%股份，銀行進入實質國有化階段[15]。該期間內銀行致力於剝離不良債權、整頓貸款組合，並同步關閉部分長期赤字支店以降低經營成本。國有化被視為必要手段，以維持北關東地區信用體系穩定[16]。
- 為因應地區銀行經營壓力及人口減少趨勢，2015年11月足利銀行與茨城縣的常陽銀行簽訂經營統合協議，規劃設立控股公司統合兩行資源；2016年4月完成股權交換，同年10月正式成立「めぶきフィナンシャルグループ」，集團總資產規模達15兆日圓，成為日本最大地方銀行集團之一，強化對中小企業與地方經濟的支援體制。[17]

## 圖片

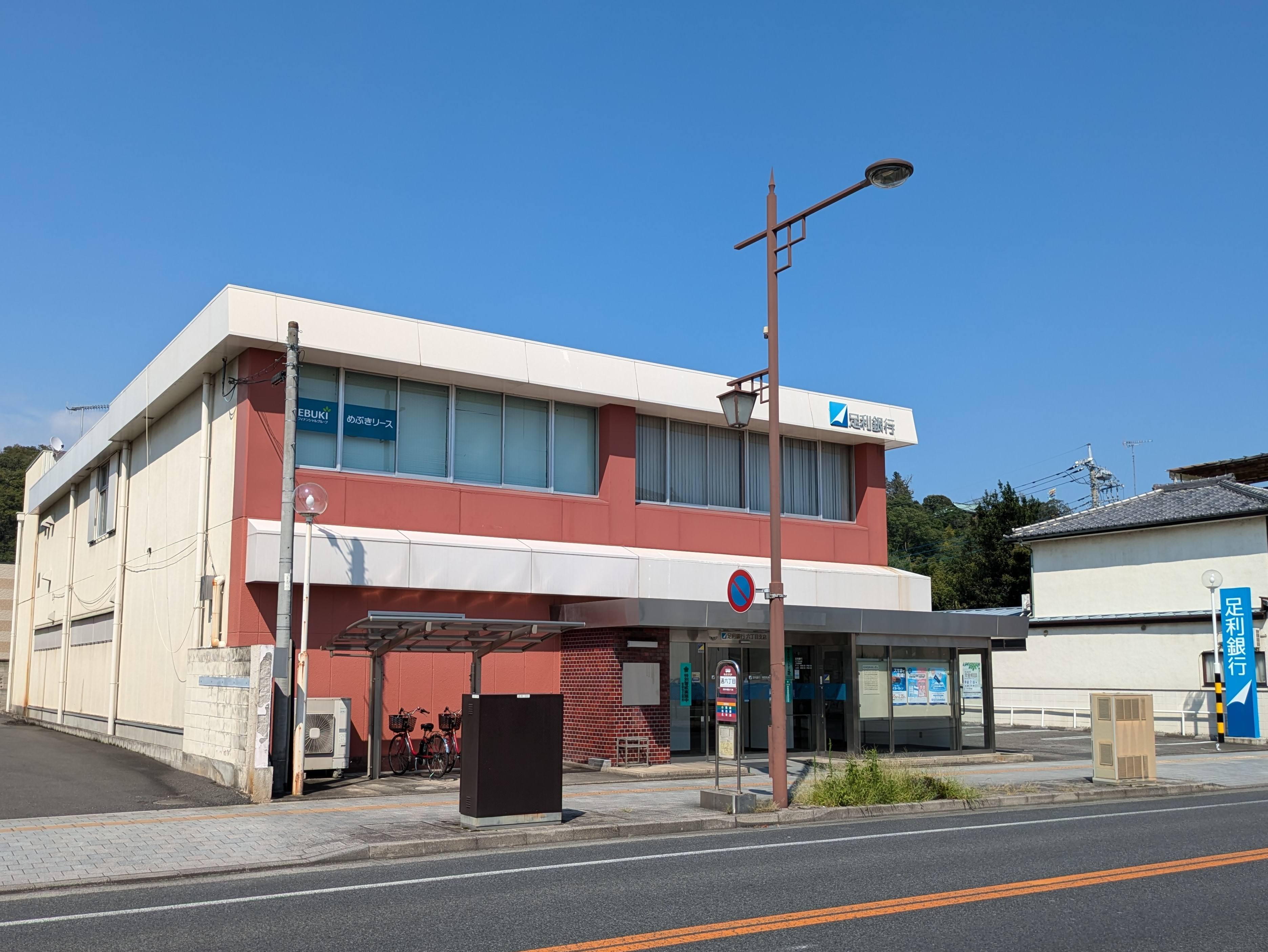
足利銀行 六丁目支店（栃木縣足利市）
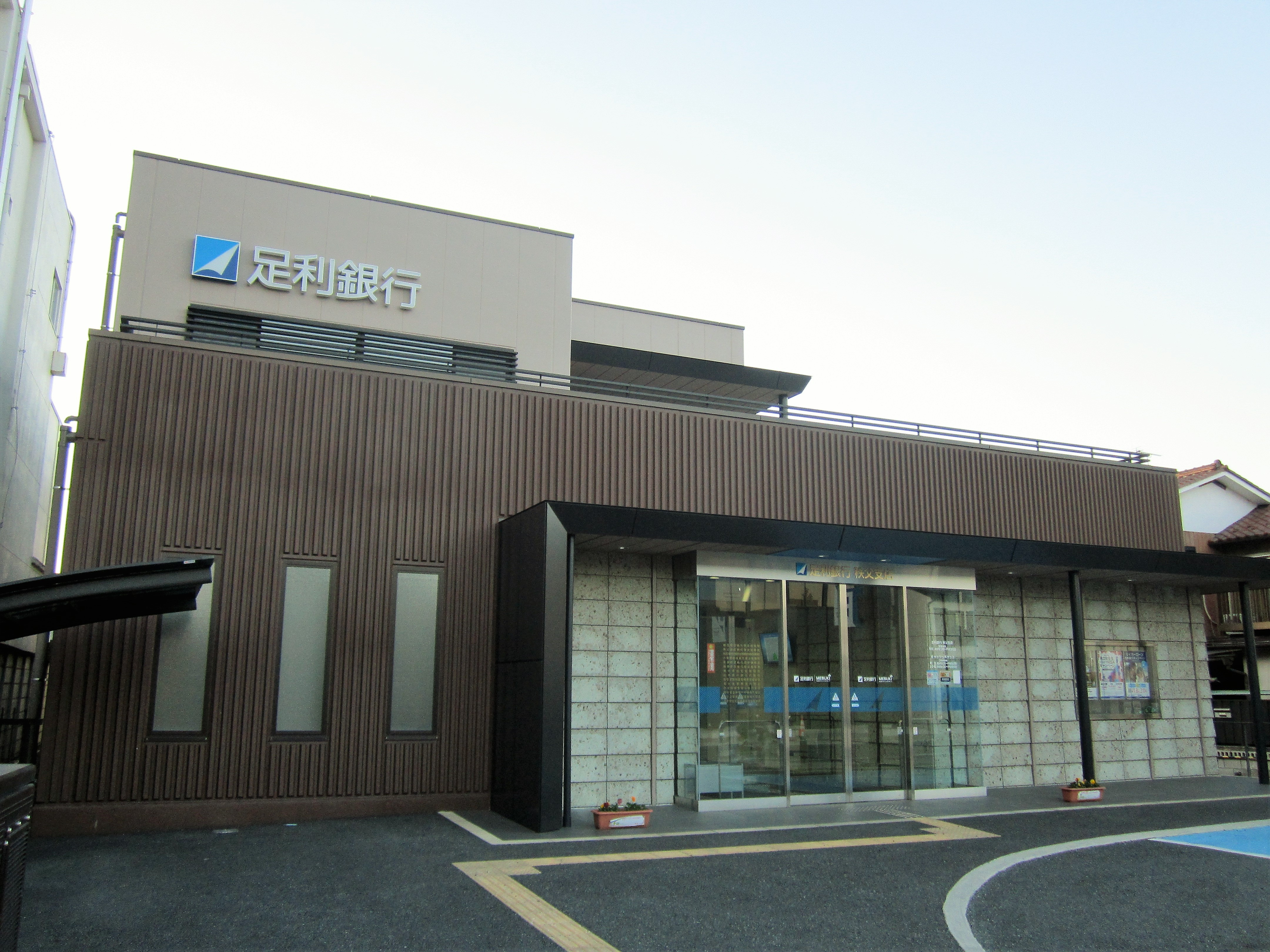
足利銀行 秩父支店（埼玉縣秩父市）
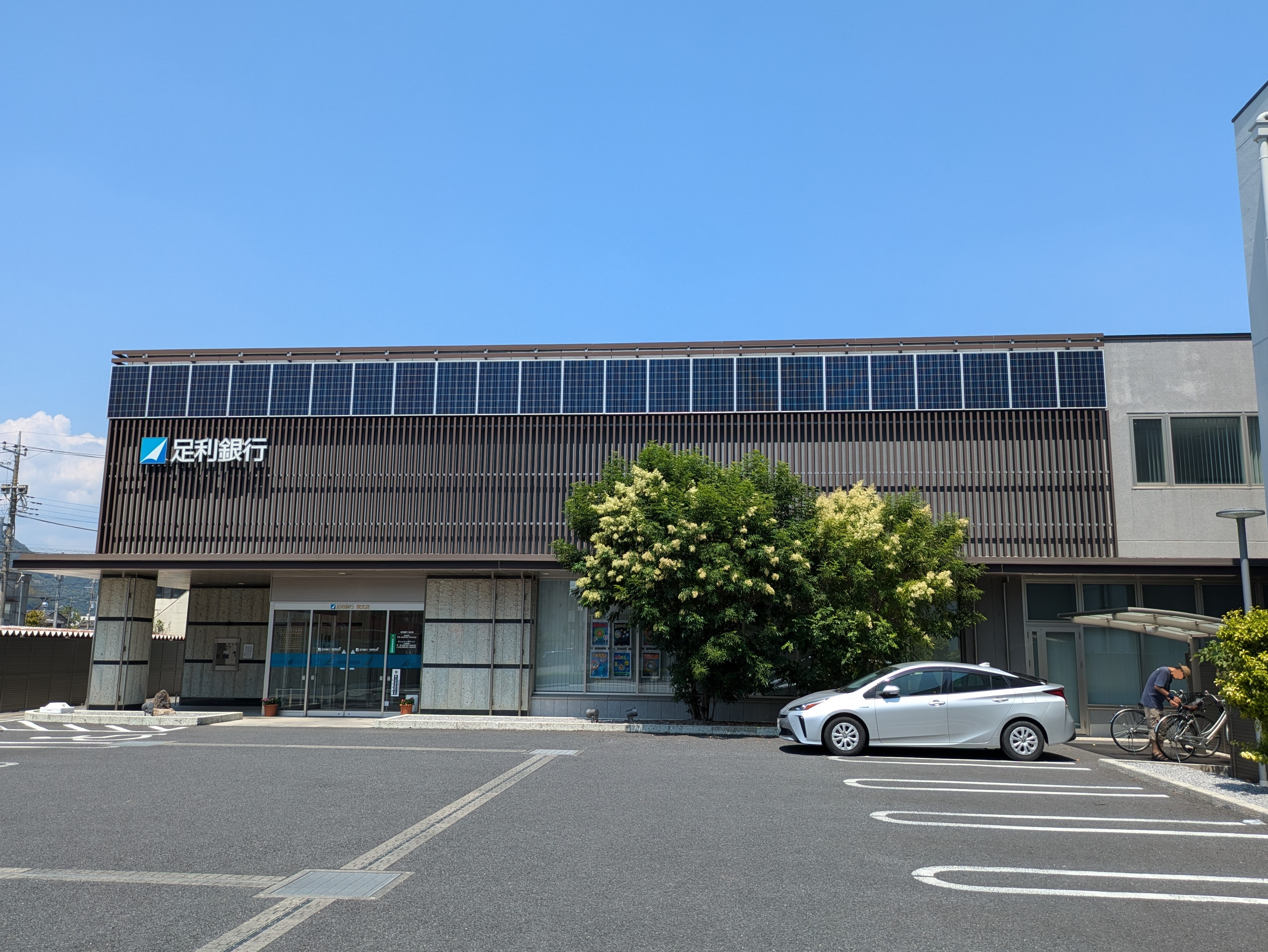
足利銀行 東支店
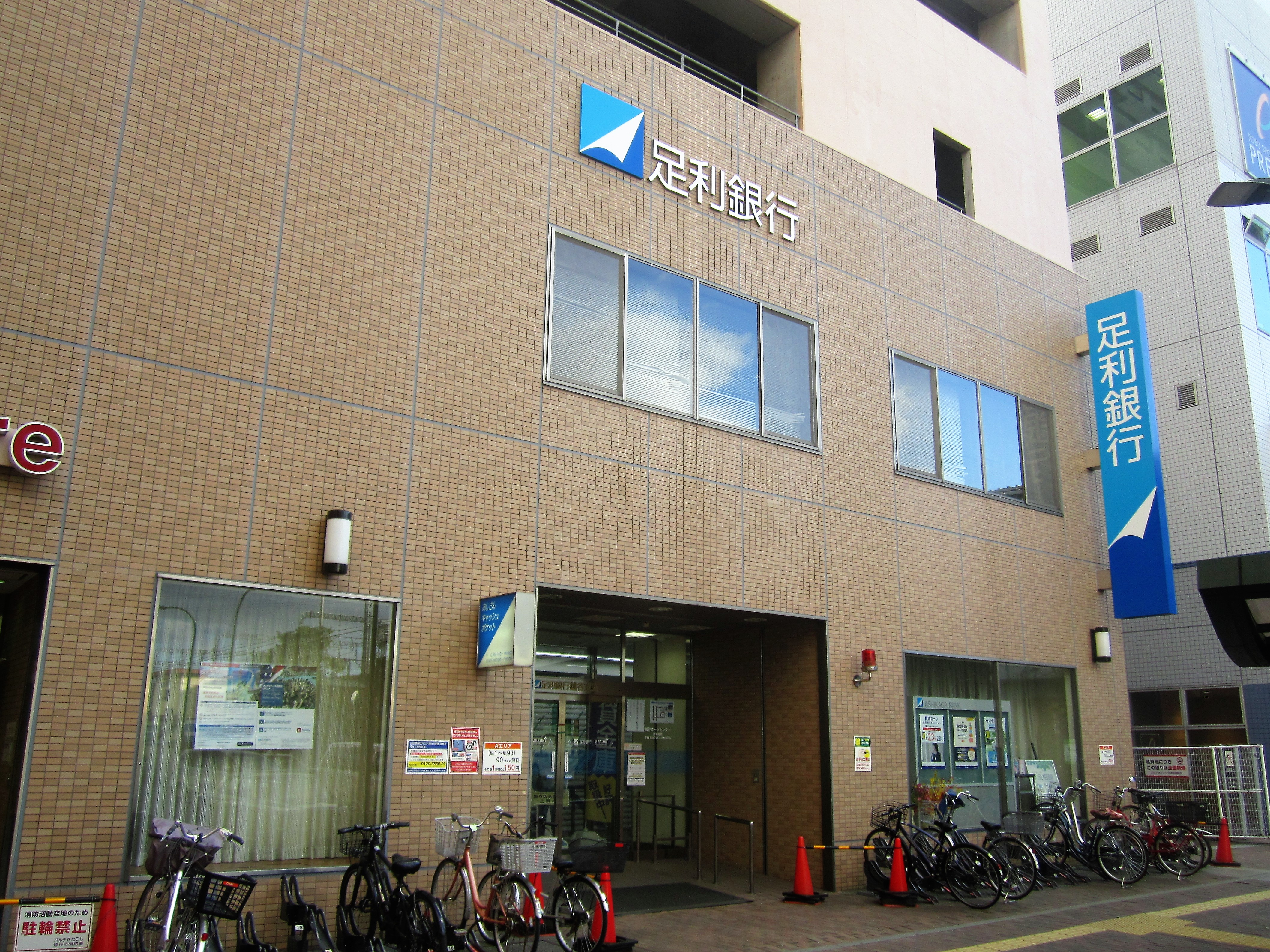
足利銀行 越谷支店